# La radio libre de Roscoe
La Radio Libre de Roscoe, Radio Free Roscoe en inglés (algunas veces abreviado como RLR en español; RFR en inglés), fue una serie de televisión canadiense filmada en Toronto, Ontario, Canadá. El show fue producido por Decode Entertainment y su primer programa al aire fue el 1 de agosto de 2003 en Family Channel en Canadá. Se emitió en el canal de televisión TeenNick en Estados Unidos, donde se decide hacer una segunda temporada. 
La serie acaba el 27 de mayo de 2005 en Family Channel en Canadá, ya que TeenNick, deja de financiar el programa y Family Channel, junto con Decode Entertainment no podía llenar el vacío existente en el presupuesto de producción. El show se mostró en Family Channel cuando fue sustituido. 
A principios del 2008 comenzó la retransmisión en TeenNick. El programa también transmitido en Latinoamérica por el canal Boomerang hasta agosto de 2014.

## Historia
Cuatro adolescentes de los suburbios de Nueva Jersey, ciudad de Roscoe asisten a la escuela secundaria Henry Roscoe. Allí se encuentran hartos con la estación de radio de su Colegio "Radio Puma" en la que le dicen incluso a los estudiantes como vivir, por eso ellos crean su propia estación de radio, llamada "Radio Libre Roscoe". Lilly, Ray y Robbie son viejos amigos y encuentran un nuevo amigo el primer día de clases del noveno año Travis, un nuevo estudiante de Roscoe. Cada uno de ellos crea un "sobrenombre" para ocultar su identidad.
Cuando se encuentran en la Secundaria Roscoe, los cuatro amigos se enfrentan a diferentes desafíos, como cuando Ray Brennan ("Pronto") se siente atraído por Lily Randall ("Shady Lane"), cuando Lily Randall y Travis Strong ("Smog") tienen una breve cita, Y durante otras relaciones amorosas entre los miembros de RLR y sus compañeros de clase, como Lily Randall y River Pierce, Travis Strong y Parker Haynes, y Ray Brennan y Grace. La vida en Radio Puma y en Roscoe se vuelve más complicada cuando Robbie McGrath ("Interrogación") se enamora de la DJ de Radio Puma, Kim Carlisle.
Más complicaciones se dan cuando Travis Strong se reencuentra con una vieja amiga de Hong Kong Bridget, a quien dejó plantada en su última cita antes de que Travis ("Smog") parta hacia unas nuevas aventuras, ya que Travis nunca le dijo lo que en verdad sentía, pero Ray se encargó de que ellos tengan reencuentros para ser algo más que sólo amigos, ya que la intención de Ray era que Travis deje a Lilly en paz para que se fije solo en Ray.

## Intérpretes y Personajes

### Protagonistas
Nota: cada uno de los miembros de Radio Libre Roscoe utiliza un seudónimo sólo durante sus transmisiones de radio, por lo que pueden permanecer anónimos (lo que está representado en los créditos).
- Ray "Pronto" Brennan - Ali Mukaddam - (Johnny Torres en el doblaje venezolano)
- Robbie "interrogación" McGrath - Nathan Stephenson - (Gonzalo Fumero en el doblaje venezolano)
- Lily "Shady Lane" Randall - Kate Todd - (Melanie Henríquez en el doblaje venezolano)
- Travis "Smog" Strong - Nathan Carter - (Ezequiel Serrano en el doblaje venezolano)

### Personajes
- Kim Carlisle - Genelle Williams
- Director Daniel Waller - Hamish McEwan
- Mickey Stone - Kenny Robinson
- Audrey Quinlan - Ashley Newbrough
- Ted - David Rendall
- Ed - Garen Boyajian
- Parker Haynes - Victoria Nestorowicz (Segunda Temporada)
- Megan - Hillary Kourkoutis (Segunda Temporada)
- Bridget - Amersey Lara (Segunda Temporada)
- River Pierce - Steve Belford (Segunda Temporada)
- Grace - Julia Alexander (Segunda Temporada)

### Estrellas Invitadas
- Tracey Hoyt - Miss Emily Mitchell
- Ray Mukaddam - Tim Brennan
- Lauren Collins - Blaire
- Skye Sweetnam - Sydney DeLuca
- Jake Epstein - Jackson Torrence
- Aubrey Graham - que llama RFR
- The Trews - Los Mismos
- The Project Pettit - Los Mismos
- The Rocket Summer - Los Mismos (Voz)
- Dan Koch - Los Mismos (Voz)
- Charlotte Sullivan - Judy Douglas

## Guía de Episodios
Primera Temporada
- 1. The Power of Radio
- 3. About a Girl
- 4. Radio Wars
- 5. Clark Kent
- 6. I Am Question Mark
- 7. Political in Pink
- 8. The Imposter
- 9. Detention Redemption
- 10. Crush Me
- 11. My Pal Pronto
- 12. Call of the Cougar
- 13. Sports Ray-dio
- 14. Count on Me
- 15. Girl Talk Radio
- 16. Pig-malion
- 17. Written in the Stars
- 18. How to Lose a Girl
- 19. This Just In
- 20. Gossip
- 21. Zen and the Art of Bicycle Maintenance
- 22. The Boxer
- 23. The Bad Boy
- 24. More Than a Single
- 25. The Awful Truth
- 26. All or Nothing

Segunda Temporada
- 27. You Choose, You Lose
- 28. A Class, A Semester, A Lifetime
- 29. One Steps Forward, Two Step Back
- 30. These Bossy Boots are Made for Walking
- 31. Scheming and Dreaming
- 32. Lie vs. Lie
- 33. Bridget Over Troubled Water
- 34. I'm With Cupid
- 35. You've Got E-Mail
- 36. River Deep, Roscoe High
- 37. Lil' and Grace
- 38. Daddy Dearest
- 39. There Will Be No Encore Tonight
- 40. Unbreak My Heart
- 41. We'll Always Have Roscoe
- 42. Musical Influences
- 43. Rah, Rah Revenge
- 44. On a Wingman and a Prayer
- 45. The All-Nighter
- 46. In the Key of F
- 47. Stand Up and Deliver
- 48. In Charm's Way
- 49. Truth or Conquests
- 50. The Trews About Rock & Roll
- 51. Dance Around the Truth
- 52. The Last Dance

### Apertura
Compuesta por Skye Sweetnam y Nathan Stephenson.
Robbie "Interrogación" McGrath: Esto es todo lo que escuchabas: luce así, piensa así, se así. ¿Cómo peleas contra eso? Comenzamos nuestra propia emisora de radio. Mantenemos secretas nuestras identidades. Eso nos da el poder de decir lo que queramos, tan fuerte como queramos.
Skye Sweetnam: We change the rules around. We got a different sound. Tune into the underground. 'Cause when it gets too much, you have no choice. Aww yeah, you gotta make some noise. Are you listening? Are you listening? Now, we're on the air.
Robbie "Interrogación" McGrath: Están escuchando la radio libre de roscoe.

## Episodios
La Radio Libre de Roscoe, tiene un total de 52 episodios. En the Family Channel, los episodios son mostrados como dos temporadas, y en The N, los episodios son mostrados como cuatro temporadas, pero los dos canales tienen los 52 episodios.

## Running Gags
La Radio Libre de Roscoe, tiene algunos gags, normalmente asociados con la personalidad o formas de conversación de cada uno de ellos.
- "Lo mejor de ambos mundos": La frase "Lo mejor de ambos mundos", es frecuentemente utilizada por Ray para referirse, a dos cosas geniales de una persona o cosa. Su padre, también suele usar esta frase, en la que es visto usarla, para burlarse del cabello de Ray.

- "Elige": Ray y el elenco de RLR, algunas veces juegan "Elige", juego que consiste en elegir dos opciones, en la que cada una suele tener un efecto cómico. Esto desarrolla la comunicación entre Ray y Lily.

- "Think Pink" ("piensa Rosa"): éste es el eslogan usado por Lily, durante su campaña, para ser elegida como presidenta estudiantil. Se basa en el cabello rosa de una chica rebelde del Colegio.

- "Nana Haynes": en la segunda temporada, Parker Haynes nombra reiteradamente su abuela, Nana Haynes - aunque fuera de contexto, ya que la mayoría de las veces en que suele nombrarla, se refiere a la vida y la filosofía. Estas citas, implica normalmente, poco interesantes aspectos de la vida cotidiana, cuando se muestra en el contexto.

- "Buena Esa" en la segunda temporada, Parker Haynes nombra "Buena esa" que suele decir al momento de una idea genial que en pocas palabras se vuelve en una palabra pegajosa y la menciona igualmente Travis, Ray y obviamente Parker.

## Trivia
- El show fue filmado en Nueva Jersey, con un elenco totalmente diferente. Luego, el show iba a ser basada en Nutley, Nueva Jersey, y fue titulado  Radio Libre Nutley. El espectáculo nunca se tomó hasta que Decode Entertainment decidió trasladar la producción a Toronto y cambiar el elenco y el título de muestra. Sin embargo, el espectáculo fue aún establecido en los suburbios Nueva Jersey.

- Los últimos dos episodios de la serie ("Dance Around the Truth" y "The Last Dance") incluye a todos los protagonistas y personajes, con exclusión de Bridget (aunque ella se menciona) y Audrey.

## Soundtracks
Radio Free Roscoe, Volume 1
Lista de Tracks
- 1. Radio Unfriendly - The Yoko Casionos
- 2. 3 Cheers for Me - The Pettit Project
- 3. This Could Take Forever - Kiddo
- 4. Home is Where the Heart Aches - Subb
- 5. Detach - Morning Worship
- 6. Front and Centre - Avery
- 7. The Colour and the Gold - Maplewood Lane
- 8. One Marathon - Reverie Sound Revue
- 9. What's a Boy to Do - The 6ixty8ights
- 10. Tomorrow - The Salteens
- 11. I Came Late to the Party - Stirling
- 12. I Can't Explain - No Man's Land (Kate Todd)

## Premios y nominaciones

### Premios
- 2004 New York Festivals:
  - Mundial (plata) Medalla de Programación y Promoción de Televisión - Programas Adolescentes (edades 10-17).

- 2005 Gemini Awards:
  - Mejor Serie Juvenil: Radio Free Roscoe (p. Steven Denure, Neil Corte, John Delmage, Douglas McRobb, Will McRobb, Brent Piaskoski, Beth Stevenson. Decode Entertainment Inc)

### Nominaciones
- 2004 Young Artists Awards:
  - Nominación David Rendall (Radio Free Roscoe) para el mejor funcionamiento en una serie de televisión y periódicos. Actor Juvenil.
- 2004 Parents' Foundation Parents' Choice Awards:
  - Recomendado Ganador de la serie de televisión: Radio Free Roscoe.
- 2004 Gemini premios Nominaciones:
  - Mejor Sonido en una Serie Dramática: Radio Free Roscoe - Justin Drury y Ric Jurgens (por: "There Will Be No Encore Tonight")

## Transmisión internacional
La radio libre de Roscoe se transmitió en estos canales:
- Australia: ABC
- Latinoamérica: Boomerang (2008-2014)
- Estados Unidos: TeenNick
- Canadá: Family Channel
- México: Azteca 13

- Datos: Q2701508